# The Dividing Line (film 1913)
The Dividing Line è un cortometraggio muto del 1913 diretto da Wray Bartlett Physioc.

## Produzione
Il film fu prodotto dalla Ramo Films.

## Distribuzione
Distribuito dalla Film Supply Company, il film - un cortometraggio in una bobina - uscì nelle sale cinematografiche USA il 13 marzo 1913.